# Les Indomptables de Colditz
Pour les articles homonymes, voir Les Indomptables (homonymie) et Colditz (homonymie).
Pour plus de détails, voir Fiche technique et Distribution.
Les Indomptables de Colditz (The Colditz Story) est un film britannique réalisé par Guy Hamilton, sorti en 1957 en France.
Le film est ressorti en 1960 sous le titre La grande évasion. 

## Synopsis
L'histoire se déroule durant la Seconde Guerre mondiale. Des prisonniers de guerre britanniques, français, hollandais et polonais qui ont fait plusieurs tentatives d'évasion sont envoyés à l'Oflag IV-C, un Schloss, c'est-à-dire un château, censé être sécurisé. Ils se retrouvent à Colditz, en Saxe, au cœur de l'Allemagne nazie. Au début, les différentes nationalités réfléchissent à des plans de fuite séparément, jusqu'à ce qu'un officier supérieur britannique suggère une coopération. S'ensuivent plusieurs autres tentatives d'évasion, certaines réussissent, d'autres non.

## Fiche technique
- Titre : Les Indomptables de Colditz[Note 1]
- Titre original : The Colditz Story
- Réalisation : Guy Hamilton
- Scénario : Guy Hamilton, Ivan Foxwell et William Douglas-Home, d'après le roman de Patrick Robert Reid, The Colditz Story
- Images : Gordon Dines
- Musique : Francis Chagrin
- Décors : Alex Vetchinsky
- Montage : Peter Mayhew
- Production : Ivan Foxwell (Ivan Foxwell Productions)
- Pays d'origine : Royaume-Uni
- Format : Noir et Blanc
- Genre cinématographique : Guerre
- Durée : 94 minutes
- Date de sortie : 25 janvier 1955

## Distribution
- John Mills : Patrick Robert Reid
- Christopher Rhodes : "Mac" McGill
- Lionel Jeffries : Harry Tyler
- Bryan Forbes : Jimmy Winslow
- Guido Lorraine : un officier polonais
- Witold Sikorski : un officier polonais
- A. Blichewicz : un officier polonais
- B. Dolinski : un officier polonais
- Anton Diffring : Fischer
- Richard Wattis : Richard Gordon
- Ian Carmichael : Robin Cartwright
- Theodore Bikel : Vandy
- Eric Portman : Colonel Richmond
- Eugene Deckers : La Tour
- Carl Duering : un officier allemand

## Récompenses
- Le film fut nommé aux Bafta Awards, entre autres pour le prix du meilleur film britannique.